# 舍夫勒尼
舍夫勒尼（法語：Chevregny，法語發音：[ʃəvʁəɲi]）是法国上法兰西大区埃纳省的一个市镇，属于拉昂区。

## 地理
舍夫勒尼（49°28'22"N, 3°35'29"E）面积8.85 平方千米，位于法国上法蘭西大區埃纳省，该省份为法国北部内陆省份，北起北部省，西接索姆省和瓦兹省，东临阿登省和马恩省，西南至塞纳-马恩省，东北部与比利时接壤。
与舍夫勒尼接壤的市镇（或旧市镇、城区）包括：布赖昂洛努瓦、科利吉-克朗德兰、拉瓦勒昂洛努瓦、列尔瓦勒、莫南普特伊、努维永勒维讷、奥斯泰勒、特吕西。
舍夫勒尼的时区为UTC+01:00、UTC+02:00（夏令时）。

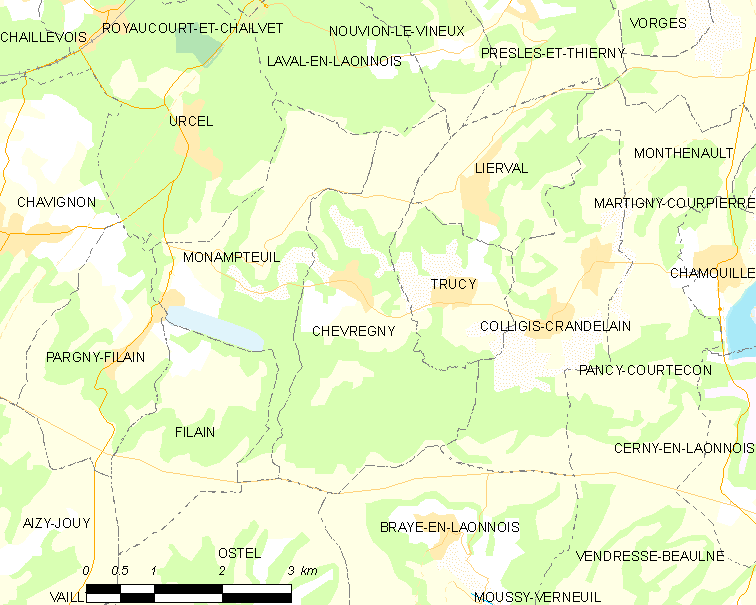
舍夫勒尼的OSM定位图

## 行政
舍夫勒尼的邮政编码为02000，INSEE市镇编码为02183。

## 政治
舍夫勒尼所属的省级选区为埃纳河畔新城县。

## 人口

1962-2008年间舍夫勒尼人口变化图示

舍夫勒尼于2022年1月1日时的人口数量为191人。